# Ајде, дан... прођи...
„Ајде, дан... прођи...” је хрватски филм из 2006. године. Режирао га је Матија Клуковић који је написао и сценарио.

## Улоге
| Глумац                    | Улога                     |
| ------------------------- | ------------------------- |
| Марин Амиџић              | Истоваривач               |
| Кристина Бегановић        | Школарац                  |
| Милованка Беновић         | Катарина                  |
| Нина Беновић              | Тамара                    |
| Матија Цигир              | Школарац                  |
| Леон Демшар               | Ален                      |
| Симона Димитров Палатинус | Јадранка                  |
| Хрвоје Доминко            | Школарац                  |
| Иван Џаја                 | Деда                      |
| Стјепан Џими Станић       | Мартинин гост             |
| Мартина Гучић             | Школарац                  |
| Јелена Хаџи Манев         | Ана                       |
| Асја Јовановић            | Анита (као Асја Поточњак) |
| Анкица Клуковић           | Тамарина мајка            |
| Матија Клуковић           | Стјепан                   |
| Марија Кон                | Бака                      |
| Маја Комусар              | Школарац                  |
| Вилена Кошутић            | Новинар                   |
| Петра Куртела             | Марта                     |
| Ирена Марковић            | Конобарица                |
| Стјепан Матаушић          | Матија                    |
| Миа Оремовић              | Мартинин гост             |
| Петар Орешковић           | Музичар                   |

Остале улоге  ▼
| Глумац            | Улога               |
| ----------------- | ------------------- |
| Диана Османовић   | Школарац            |
| Изабела Павловић  | Школарац            |
| Вишња Пешић       | Мартина             |
| Бруно Петљак      | Школарац            |
| Боривој Радаковић | Мартинин гост       |
| Предраг Раос      | Бивши пилот         |
| Лука Рукавина     | Бартендор           |
| Андреа Румењак    | Карла               |
| Ања Сехић         | Барфлај             |
| Вјеран Симеони    | Музичар             |
| Валентина Сокец   | Школарац            |
| Роберт Спанић     | Школарац            |
| Томислав Спанић   | Школарац            |
| Антонија Станишић | Конобарица          |
| Лука Суље         | Школарац            |
| Филип Шустер      | Мартин              |
| Огњен Свиличић    | Wаитресс С Ландлорд |
| Петра Тежак       | Сања                |
| Стела Травинић    | Школарац            |
| Матеа Вражић      | Школарац            |